# Mont Canobolas
Gaanha Bula
Le mont Canobolas ou Gaanha Bula est une montagne d'Australie située au nord-ouest de Sydney.

## Toponymie
Depuis juillet 2023, le nom officiel de la montagne est « Gaanha Bula-Mount Canobolas », nom double reprenant le nom anglais de la montagne et son nom aborigène. Le toponyme « Gaanha Bula », utilisé par les Aborigènes wiradjuri, signifie « les deux épaules » ; il est lié à une légende locale. Selon cette légende, les trois montagnes Gaanha Bula, Wahluu (nom aborigène du mont Panorama situé à Bathurst) et Galbman Giiliya (nom aborigène du mont Macquarie près de Carcoar, qui n'était pas reconnu officiellement en 2023) représentent trois frères dont Gaanha Bula serait l'aîné.

## Géographie
Avec 1 395 mètres d'altitude, il est le plus haut sommet du centre-ouest de la Nouvelle-Galles du Sud. C'est un sommet d'origine volcanique situé à 14 kilomètres au sud-ouest d'Orange et à 250 kilomètres au nord de Sydney.
Les pentes du versant septentrional avec un sol volcanique fertile sont devenues une zone de production viticole,.
Le sommet offre une vue panoramique à 360° sur toute la région et est souvent recouvert de neige en hiver. Il est couvert de nombreuses tours de transmission.
La montagne se trouve au centre d'un parc, la Mount Canobolas State Conservation Area de 1 673 hectares de superficie créé en 1997.

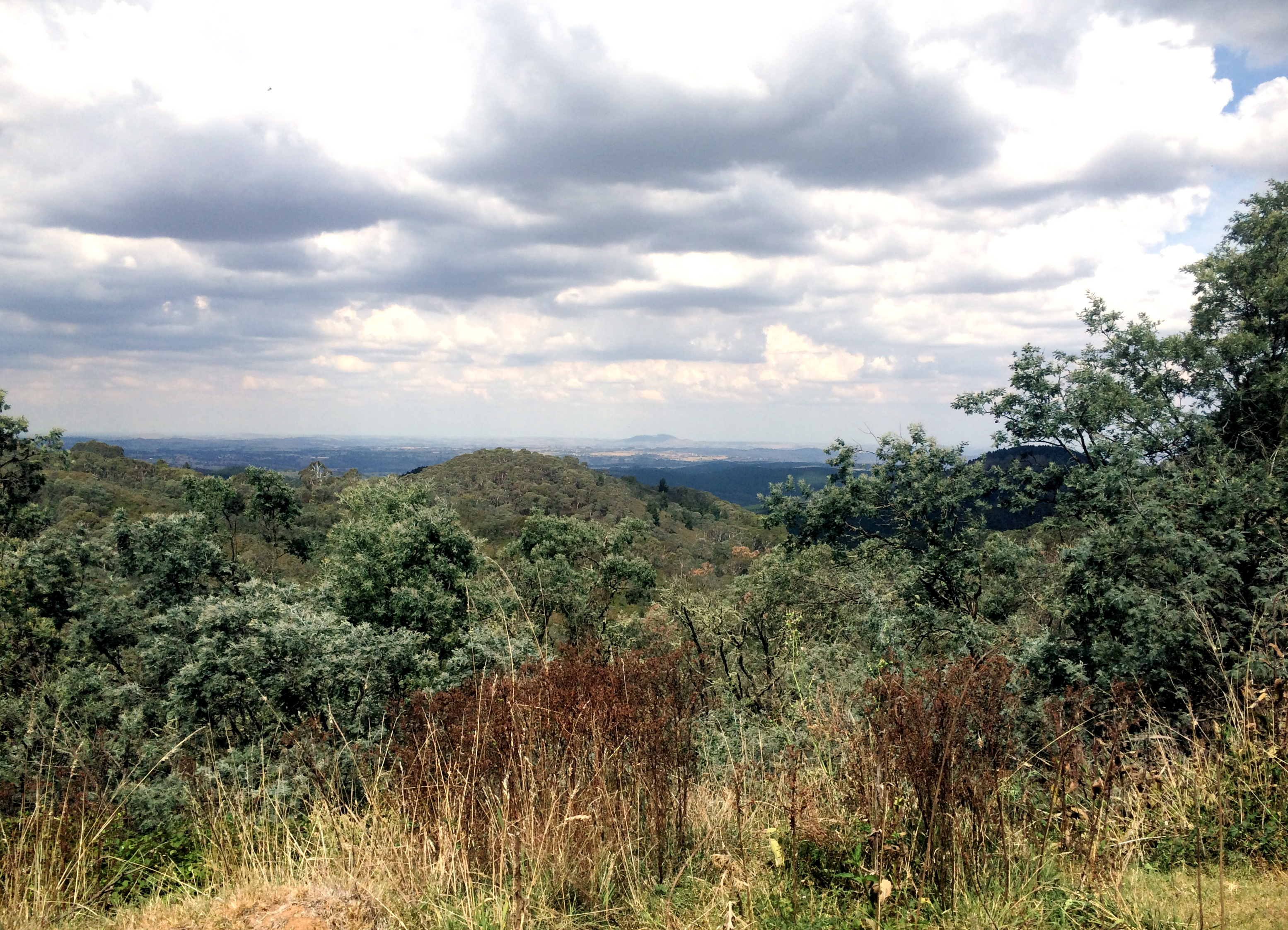
Paysage des pentes du mont Canobolas.
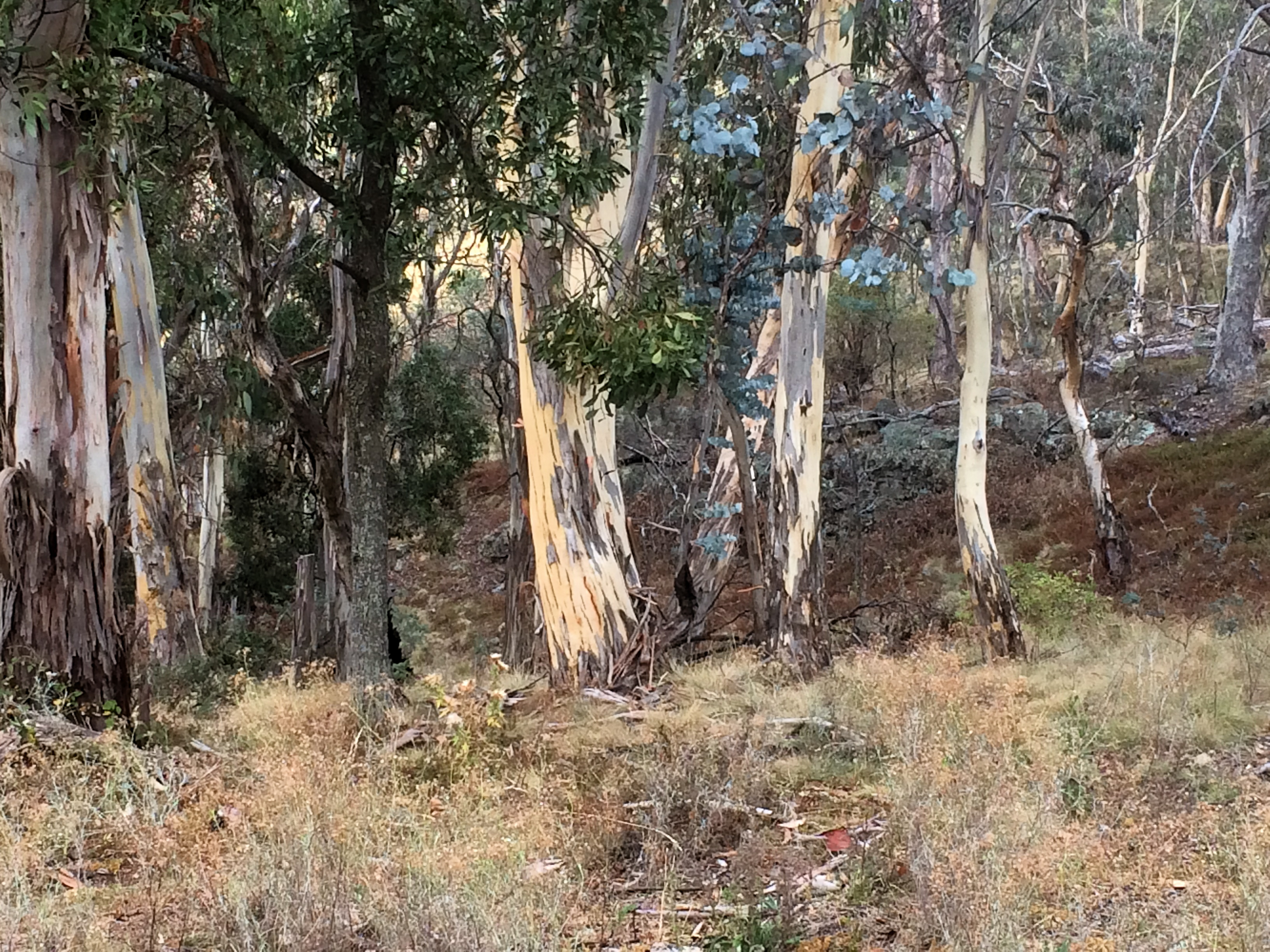
Forêt d'eucalyptus sur la montagne.
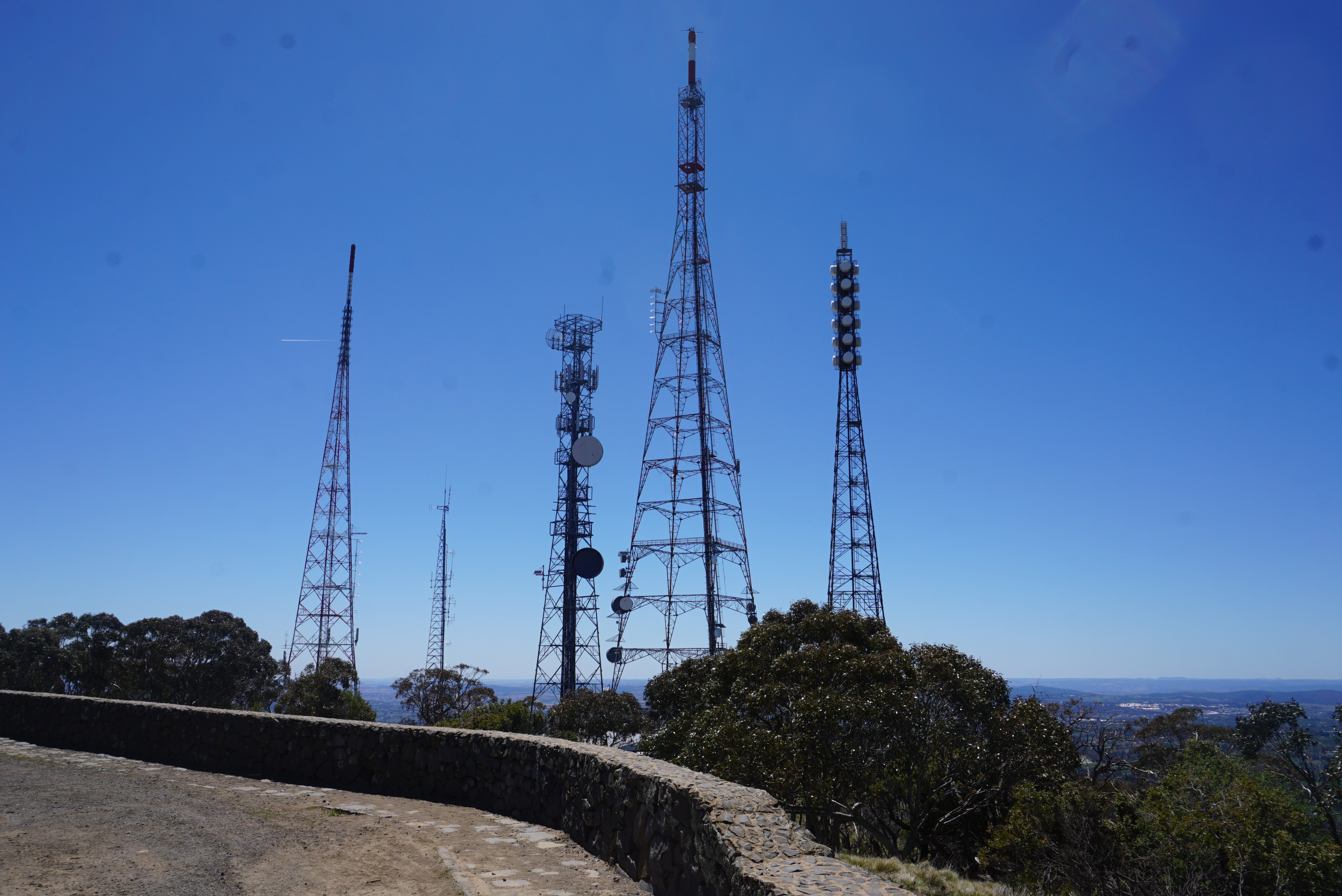
Tours de transmission au sommet de la montagne.